# Älgå

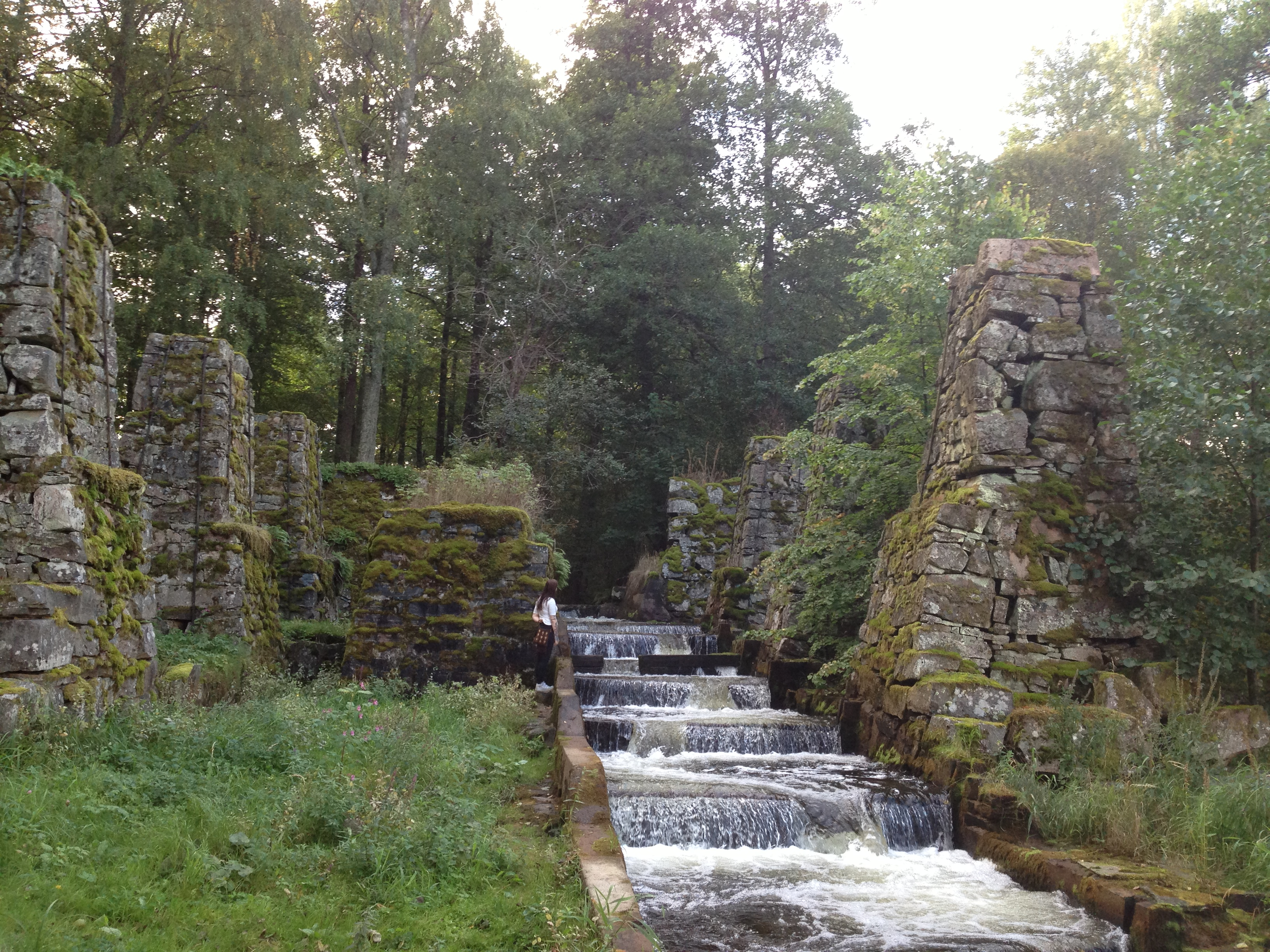
Industrilämningar

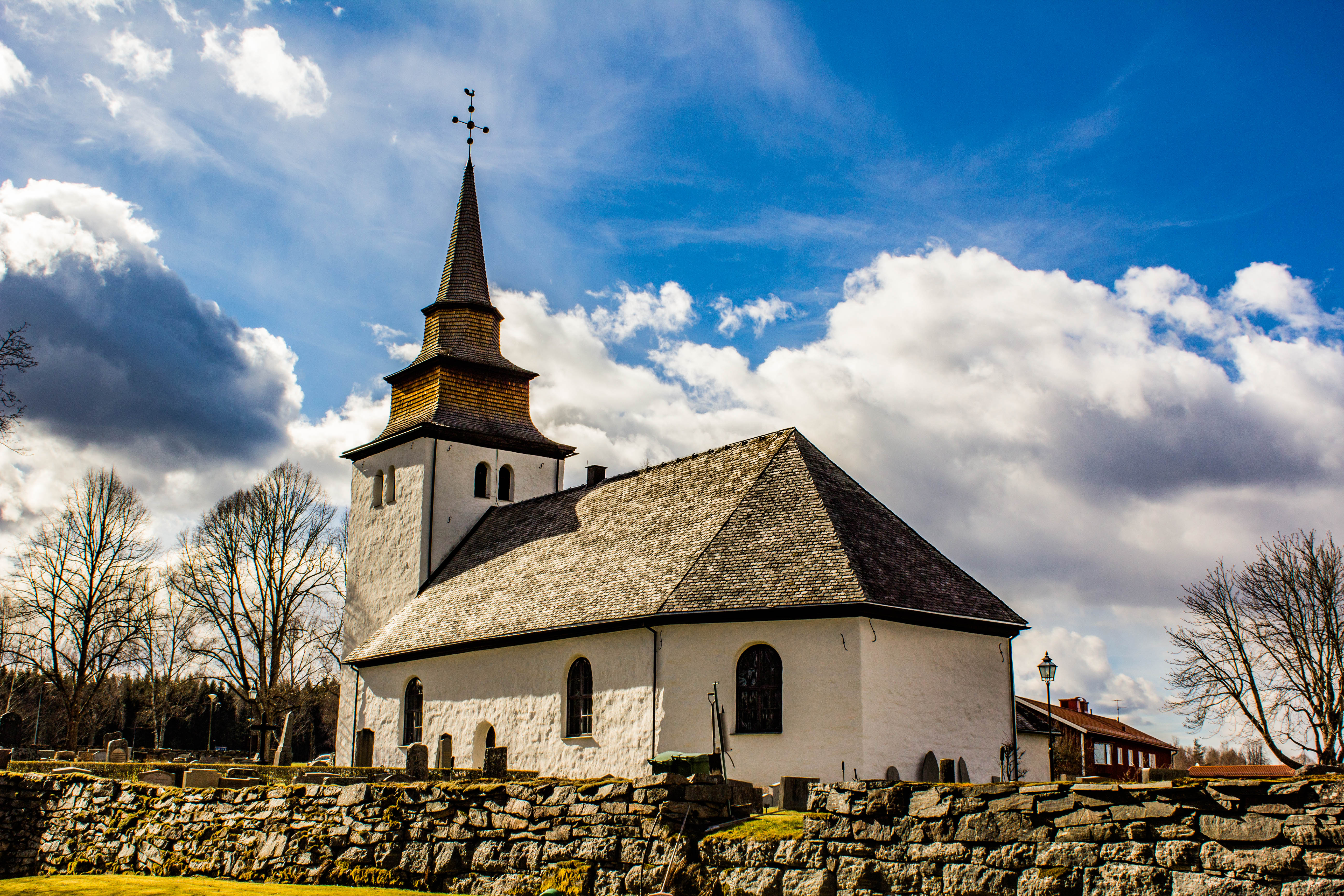
Älgå kyrka våren 2017

Älgå är kyrkbyn i Älgå socken i Arvika kommun i Värmland. Den ligger vid sjön Glafsfjordens nordvästra strand nära Älgåälvens utlopp.
Älgå kyrka ligger i byn.